# Nastasen
Nastasen (zm. ok. 315/310 p.n.e.) – nubijski król Kusz ze stolicą w Meroe. Panował od ok. 335 p.n.e. do ok. 315/310 p.n.e. Był synem królowej Pelkhi i być może króla Harsiotefa. Jego domniemanym starszym bratem był król Akhraten.
O rządach Nastasena praktycznie nic nie wiadomo. Jedynych znanych faktów z jego rządów dostarczyła stela z Dongoli. Umieszczono na niej m.in. informacje o walkach z nomadami zwanymi Meded i mniejszymi ludami oraz o odparciu najazdu z Górnego Egiptu. Atakiem dowodził Kambasuten/Chembesuten, którego utożsamia się z faraonem Chabbaszem. Król miał wówczas nie tylko pobić Egipcjan ale także zdobyć bogate łupy.
Żoną Nastasena była królowa Sakhmakh (być może jego siostra). Następcą na tronie został albo Aktisanes albo – co bardziej prawdopodobne – Arjamani. Nastasen jest uważany za ostatniego władcę ze swojej dynastii, którego pochowano w kompleksie piramid w Nuri (piramida nr 15) koło Napaty, mimo że sprawował rządy z Meroe.

## Zabytki
Król Nastasen znany jest z trzech rodzajów zabytków:
- steli z Dongoli
- srebrnej rączki od lustra
- kilku figurek  uszebti

## Tytulatura
| M23 · X1 | L2 · X1 |

| M23 · X1 | L2 · X1 |

| N5 | D28 | S34 |

| N5 | D28 | S34 |

| N5 | D28 | S34 |

| N5 | D28 | S34 |

| M23 · X1 | L2 · X1 |

| M23 · X1 | L2 · X1 |

| N5 | D28 | S34 |

| N5 | D28 | S34 |

| N5 | D28 | S34 |

| N5 | D28 | S34 |

| G39 | N5 |

| G39 | N5 |

| N35 | M17 | S29 | N17 · O34 | M23 | M23 |

| N35 | M17 | S29 | N17 · O34 | M23 | M23 |

| N35 | M17 | S29 | N17 · O34 | M23 | M23 |

| N35 | M17 | S29 | N17 · O34 | M23 | M23 |

| G39 | N5 |

| G39 | N5 |

| N35 | M17 | S29 | N17 · O34 | M23 | M23 |

| N35 | M17 | S29 | N17 · O34 | M23 | M23 |

| N35 | M17 | S29 | N17 · O34 | M23 | M23 |

| N35 | M17 | S29 | N17 · O34 | M23 | M23 |